# Lypertö
Lypertö med Hamskeri, Palskeri, Ootskeri och Mansikaiskari (finska: Lypyrtti) är en ö i Finland. Den ligger i Skärgårdshavet och i kommunen Gustavs i landskapet Egentliga Finland, i den sydvästra delen av landet. Ön ligger omkring 57 kilometer väster om Åbo och omkring 210 kilometer väster om Helsingfors.
Öns area är 5,05 kvadratkilometer och dess största längd är 5,2 kilometer i sydöst-nordvästlig riktning.
Halvön Katanpää i nordväst har en fästning uppförd på 1910-talet av Nikolai II som en del av Peter den stores sjöfästning. Befästningen användes fram till 1999. Katanpää tillhör Bottenhavets nationalpark.

## Sammansmälta delöar
- Katanpää 60°36′51″N 21°10′11″Ö / 60.61409°N 21.16981°Ö
- Lypertö 60°36′10″N 21°12′45″Ö / 60.60264°N 21.21241°Ö
- Hamskeri 60°36′30″N 21°11′18″Ö / 60.60843°N 21.18839°Ö
- Palskeri 60°35′16″N 21°13′23″Ö / 60.58782°N 21.22314°Ö
- Ootskeri 60°36′28″N 21°10′29″Ö / 60.60773°N 21.17471°Ö
- Mansikaiskari 60°36′57″N 21°10′53″Ö / 60.61573°N 21.18129°Ö

## Klimat
Inlandsklimat råder i trakten. Årsmedeltemperaturen i trakten är 5 °C. Den varmaste månaden är augusti, då medeltemperaturen är 16 °C, och den kallaste är januari, med −5 °C.